# Хіґасі-Мураяма (Токіо)

35°45′17″ пн. ш. 139°28′7″ сх. д. / 35.75472° пн. ш. 139.46861° сх. д.
Хіґа́сі-Мурая́ма (яп. 東村山市, ひがしむらやまし, МФА: [çigaɕi muɾajama ɕi̥]) — місто в Японії, в префектурі Токіо.

## Короткі відомості
Розташоване в північній частині префектури, на території плато Мусасіно. Виникло на основі сільських поселень раннього нового часу та постоялого містечка Кумекава на Камакурському шляху. Засноване 1964 року. Основою економіки є харчова промисловість, виробництво електротоварів, комерція. Станом на 1 жовтня 2008 площа міста становила 17,17 км². Станом на 1 липня 2011 населення міста становило 153 645 осіб.

## Міста-побратими
- Індепенденс, США (1978)
- Касівадзакі, Японія (1996)
- Сучжоу, КНР (2004)